# Vlada Ukrajine
Kabinet ministara Ukrajine (ukr. Кабінет Міністрів України; skraćeno u CabMin), obično se naziva Vlada Ukrajine (ukr. Уряд України, Uriad Ukrainy ), najviše je tijelo državne izvršne vlasti u Ukrajini. 18. travnja 1991. je osnovan Zakonom Ukrajinske SSR br. 980-XII pod nazivom Kabinet ministara Ukrajinske SSR. Vitold Fokin odobren je za prvog premijera Ukrajine.
Kabinet je kolegijalno tijelo koje se sastoji od "prezidija" kabineta sastavljenog od premijera Ukrajine i njihovih potpredsjednika vlada, kao i drugih ministara koji sudjeluju i glasuju na sjednicama kabineta. Premijer predsjedava kabinetom. Neki potpredsjednici Vlade mogu biti imenovani prvim potpredsjednicima Vlade. Za razliku od sovjetskog razdoblja vlade kada je predsjedništvo zapravo bilo funkcionalna institucija, sadašnje je predsjedništvo vlade nominalno i potpredsjednici vlade nemaju veliku prednost pred ostalim ministrima. Samo ministri ili čelnici središnjih ureda izvršne vlasti s ministarskim statusom glasuju i usvajaju sve odluke Vlade na sjednicama kabineta. Tajništvo kabineta ministara osigurava rad kabineta, dok Nacionalna agencija Ukrajine za državnu službu osigurava ljudske resurse vladinih dužnosnika.
Osnovna jedinica državne uprave u Ukrajini je središnji ured izvršne vlasti (središnji izvršni ured) koji može dobiti status ministra. Svakim takvim središnjim uredom izvršne vlasti predsjedava njegov pročelnik (holova). Mnogi središnji uredi izvršne vlasti bez ministarskog statusa mogu biti dio vladinog ministarstva, dok drugi funkcioniraju zasebno ili podupiru ili predsjednika Ukrajine ili Verkhovna Rada (parlament). Središnji uredi izvršne vlasti bez ministarskog statusa određuju se ili kao službe, agencije ili inspekcije. Odabrani središnji uredi izvršne vlasti dobivaju "poseban status". Samo je nekoliko središnjih izvršnih ureda određeno kao fondovi, odbori ili na neki drugi način.
Sadašnji Kabinet ministara Ukrajine je Šmihaljova vlada, formirana 4. ožujka 2020. Vodi ju Denis Šmihalj.

## Opseg
Broj ministarstava u kabinetu mijenjao se tijekom vremena. Svako ministarstvo je nadležno za druge vladine pododsjeke. Postoje tri osnovne vrste državnih pododjela poznatih kao "središnji uredi (organi) izvršne vlasti": službe, agencije, inspekcije. Osim temeljnih državnih pododjela postoje i drugi državni pododjeli koji su dobili poseban status. Među takvim pododjelima nalaze se različiti vladini odbori, vladina povjerenstva, državni fondovi i druge institucije. Pododjeli mogu biti podignuti na status ministara svojim preustrojem i, obrnuto, vladina ministarstva mogu biti degradirana u pododsjeke (npr. Ministarstvo za hitne slučajeve degradirano je na pododjel Ministarstva unutarnjih poslova).
Kabinet je odgovoran predsjedniku Ukrajine i pod kontrolom je i odgovoran je Verkhovnoj Radi (ukrajinski parlament). Kabinet se sastoji od premijera, prvog potpredsjednika vlade, tri potpredsjednika vlade i ostalih ministara, koji vode svoja dodijeljena ministarstva (odjele). Neko je vrijeme postojao i institut "državnih ministarstava", a taj je institut ukinut 25. veljače 1992. Predsjedničkim dekretom (#98). Tajništvo Kabineta ministara (ili ministar Kabineta ministara) podupire učinkovit rad vlade. Strukturni dio tajništva je i ured premijera Ukrajine.

### Odnosi s javnošću
Dijelovi sjednica Vlade uživo se prenose na ukrajinskoj televiziji.
Od kolovoza 2016. Ukrajinci mogu potpisivati i podnositi elektroničke peticije Kabinetu ministara Ukrajine "za (pomoć u) formiranju prioriteta državne politike i donošenju odluka o upravljanju". Takva peticija mora dobiti najmanje 25.000 glasova tri mjeseca od datuma objave kako bi ju uzeli u obzir.

### Reforme i "optimizacije"
Prema Oleksandru Zapadinčuku, proces uspostave administrativnog sustava u već neovisnoj Ukrajini započeo je u proljeće 1991. kada je uspostavljen Kabinet ministara Ukrajine (umjesto Vijeća ministara Ukrajinske SSR ), s novim članovima imenovanje Vlade, kao i formiranje novog Vladinog ureda. Do prilagodbe Ustava Ukrajine 1996., vladom Ukrajine upravljao je Ustav Ukrajine iz 1978. (Ukrajinska SSR). Također, Ustav iz 1978. odredio je da je predsjednik Ukrajine (ured osnovan 1991.) šef države i šef vlade (izvršna vlast) (članak 114-1). Pritom je vlada na čelu s premijerom de facto ostala neovisna i odvojena od predsjednika, državna institucija koja je morala funkcionirati vođena vlastitim programom.

## Dužnosti i ovlasti
Dužnosti Kabineta ministara opisane su u članku 116. Ustava Ukrajine. Članovi vlade (kabineta) su državljani Ukrajine, koji imaju pravo glasa, visoko obrazovanje i govore državni jezik ( ukrajinski jezik ). Članovi vlade ne mogu imati protiv sebe presude koja nije ugašena i oduzeta u utvrđenom pravnom poretku. Članovi Kabineta i čelnici središnjih i lokalnih tijela izvršne vlasti ne smiju spajati svoju službenu djelatnost s drugim poslovima. U slučaju da je narodni zamjenik Ukrajine imenovan u Kabinet ministara Ukrajine, on daje ostavku na mjesto člana parlamenta i njihova se ostavka odmah razmatra na sljedećoj sjednici Verhovne Rade (ukrajinski parlament).
Na sjednicama kabineta može sudjelovati predsjednik Ukrajine ili njihov predstavnik. Tijekom plenarnih sjednica Verhovne Rade, narodni zastupnici Ukrajine imaju vrijeme za pitanja Vladi tijekom kojeg sudjeluje cijeli Kabinet i odgovara na sve upite članova Verhovna Rada.

### Autoritet
Kabinet donosi odluke i naredbe koje su obvezne za izvršenje. Kabinet također ima ovlasti zakonodavne inicijative i može podnijeti vlastite prijedloge zakona Verkhovna Rada. Članovi Vlade i zamjenici ministara mogu biti nazočni sjednicama Sabora i sudjelovati u raspravama. Svake godine najkasnije do 15. rujna Kabinet podnosi prijedlog zakona o državnom proračunu Ukrajine Verkhovnoj Radi.
Sjednice Kabineta su punomoćne ako na njima sudjeluje više od polovice članova Kabineta. Sjednicama predsjedava premijer Ukrajine, a u njegovoj odsutnosti prvi potpredsjednik vlade.
Odluke Kabineta donose se većinom članova Kabineta. U slučaju jednakog broja glasova odlučujućim se smatra glas predsjednika Vlade.
Čelnike regionalnih vlasti (uključujući predsjedničkog predstavnika Ukrajine na Krimu ) imenuje predsjednik Ukrajine na prijedlog Kabineta ministara za vrijeme mandata šefa države.

## Imenovanje i razrješenje
Verkhovna Rada (ukrajinski parlament) ima pet dana da odobri premijera nakon što predsjednik predloži kandidata. Za odobrenje ili razrješenje bilo kojeg ministra u vladi potrebno je glasovanje u parlamentu. Predsjednik ili jedna trećina saborskih zastupnika mogu pokrenuti izglasavanje nepovjerenja, ali samo jednom na sjednici Sabora.
Cijeli kabinet mora biti razriješen nakon premijerove ostavke. Vlada se ne može razriješiti u prvoj godini postojanja.
Predsjednik može naložiti Vladi da obavlja svoje poslove do 60 dana prije početka rada nove Vlade.
Sastav kabineta određuje ukrajinski parlament na zahtjev premijera Ukrajine (osim ministra obrane i ministra vanjskih poslova, čije kandidate predlaže predsjednik). Zakonodavstvo o radu i državnoj službi ne pokriva propise članova kabineta. Položaji Kabineta ministara su politički i regulirani su Ustavom Ukrajine i Zakonom Ukrajine o Kabinetu ministara Ukrajine.
Verkhovna Rada razrješava s dužnosti članove parlamenta imenovane u Kabinet ministara.

### Ustavni amandmani iz 2004
Ustavni amandmani iz 2004. također su pogrešno poznati kao Ustav Ukrajine iz 2004. Sljedeći amandmani proceduralno su usvojeni, međutim, kao amandmani, a ne kao ustav za koji je potrebno odobrenje 2/3 parlamenta.
Prema odredbama članka 83. Ustava Ukrajine, vladajuću koaliciju trebaju formirati frakcije (a ne pojedinci) koje predstavljaju većinu u parlamentu (Verkhovna Rada), "koalicija parlamentarnih frakcija" (ukrajinski: Koalícíâ parlamentarsʹkih partíj). Zakon o poslovniku parlamenta iz veljače 2010. zahtijeva i odluku frakcija i 226 potpisa članova parlamenta. 1. listopada 2010. Ustavni sud Ukrajine proglasio je ustavne amandmane iz 2004. nezakonitima, čime je ukinuto načelo stvaranja koalicije u parlamentu (Ustav Ukrajine). U veljači 2014. parlament je donio zakon kojim su vraćeni amandmani na ustav iz 2004. godine. Tri dana kasnije ukinuli su ovlasti i petorici sudaca Ustavnog suda Ukrajine imenovanih iz kvote parlamenta, zbog kršenja prisege.